# Dromiceiomimus brevitertius
Il dromiceiomimo (Dromiceiomimus brevitertius) era un dinosauro - struzzo vissuto nel Cretaceo superiore in Alberta (Canada).

## Un "emù" velocissimo

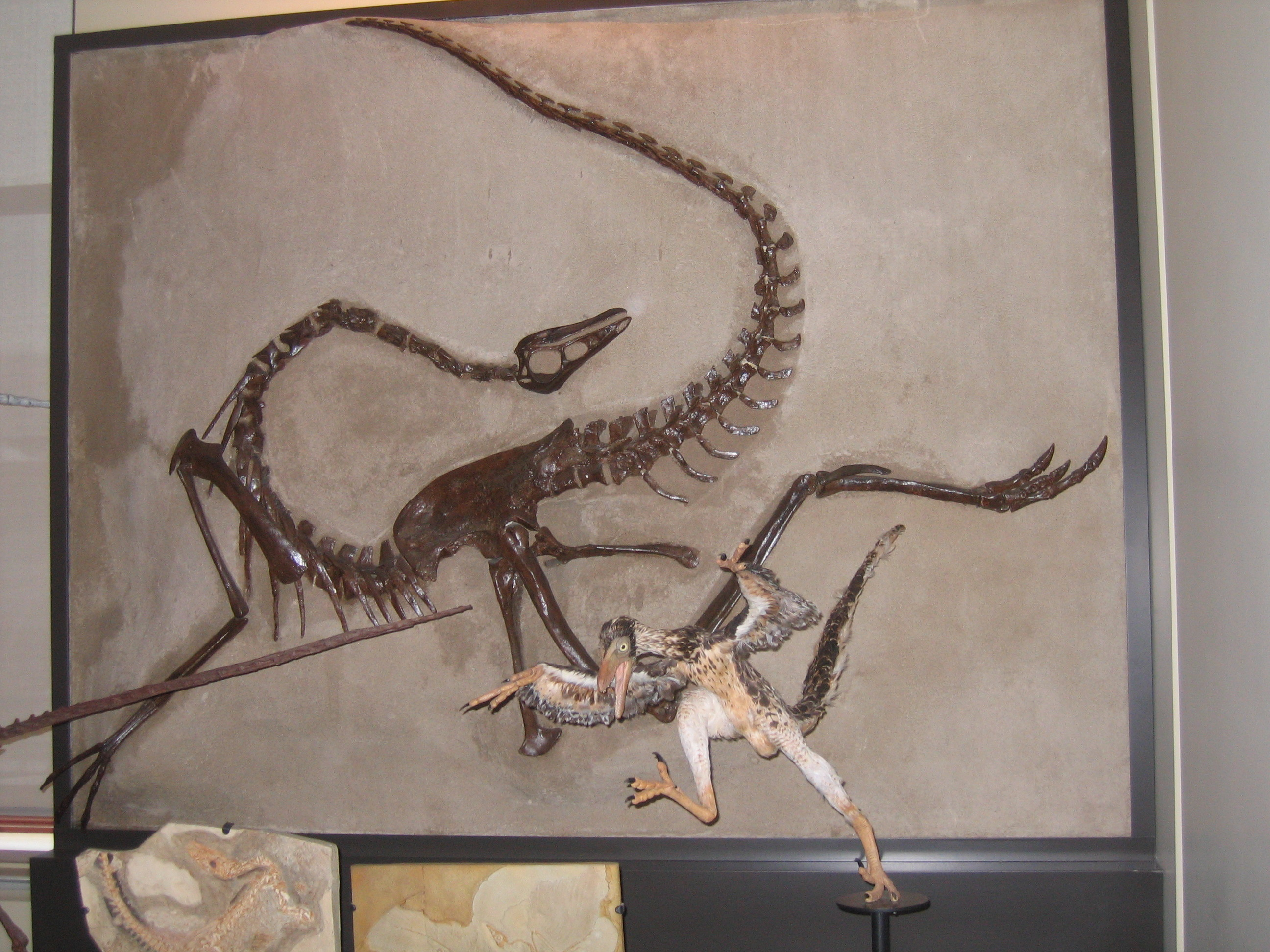
Scheletro di Dromiceiomimus (davanti ricostruzione museale di Sinornithosaurus

Come tutti gli ornitomimidi (ad esempio Ornithomimus e Struthiomimus) anche Dromiceiomimus poteva ricordare nella forma uno struzzo (il suo nome significa "imitatore di emù"): il corpo piuttosto corto sostenuto da due zampe posteriori forti e molto allungate, il collo lungo e sottile, sormontato da una testa piccola e priva di denti erano le caratteristiche che lo avvicinavano al ratite africano. La lunga coda e le zampe anteriori lunghe e munite di artigli, naturalmente, lo denotavano come un dinosauro teropode. Rispetto ai suoi parenti stretti, il dromiceiomimo era dotato di occhi più grandi, che forse gli permettevano di essere attivo durante le ore notturne. I principali meccanismi di difesa, quindi, erano affidati alla corsa e alla vista di potenziali predatori. Tra i teropodi non aviani, il dromiceiomimo potrebbe essere stato il più veloce. Il dromiceiomimo raggiungeva i tre metri e mezzo di lunghezza e i 150 chilogrammi di peso.

## Confusione fra le specie
Il genere Dromiceiomimus è stato creato da Dale Russell nel 1972 per accogliere due specie di Struthiomimus precedentemente descritte da William Arthur Parks nel 1926 e nel 1928 (S. brevitertius e S. samueli) del tardo Campaniano - primo Maastrichtiano dell'Alberta. Recentemente, alcuni paleontologi hanno messo in dubbio la validità del genere e lo hanno incluso nella specie Ornithomimus edmontonicus. Molto probabilmente, però, il dromiceiomimo è un genere a sé stante, distinto da Ornithomimus velox (che è vissuto esclusivamente nel Maastrichtiano superiore, ovvero qualche milione di anni dopo O. edmontonicus e Dromiceiomimus). In realtà O. edmontonicus, basato su un cranio e diversi scheletri postcranici e descritto nel 1933 da Charles Hazelius Sternberg sarebbe un sinonimo di Dromiceiomimus, mentre D. samueli era ritenuto essere un antenato di D. brevitertius e attualmente sembrerebbe appartenere alla stessa specie, essendo distinto solo per una diversa distribuzione stratigrafica.

## Un dinosauro intelligente
Lo psicologo americano Harry Jerison ha suggerito la possibilità dell'esistenza di dinosauri intelligenti. Nel 1978, infatti, egli ha tenuto una presentazione dal titolo "Smart dinosaurs and comparative psychology" ("Dinosauri intelligenti e psicologia comparata"), in una riunione dell'American Psychological Association. Secondo il suo discorso, Dromiceiomimus avrebbe potuto evolversi in una specie altamente intelligente come gli esseri umani.